# مارک اشپیلار
مارک اشپیلار (انگلیسی: Marek Špilár؛ ۱۱ فوریه ۱۹۷۵ – ۷ سپتامبر ۲۰۱۳) بازیکن فوتبال اهل اسلواکی بود.
از باشگاه‌هایی که در آن بازی کرده‌است می‌توان به باشگاه فوتبال سیگما اولوموتس، باشگاه فوتبال بانیک استراوا، باشگاه فوتبال ناگویا گرامپوس، باشگاه فوتبال کلوب بروخه اشاره کرد.